# Luoshan
Luoshan  (en chino, 罗山; pinyin, Luóshān; transcripción antigua, Loshan) es un condado  bajo la administración directa de la Prefectura Xinyang en la Provincia de Henan, República Popular China.  Su área es de 2070 km² y su población total para 2020 superó los 490 mil habitantes. 

## Administración
Desde octubre de 2024, el  Condado Luoshan  se divide en 20 pueblos  administrados en 3 subdistritos, 12  poblados y 5 villas.

## Toponimia
En el año 596 durante la dinastía Sui, el Condado de Gao'an (高安县) pasó a llamarse Luoshan.
El topónimo Luoshan significa "montañas Luo". Debido a que al sur yacen las montañas Xiaoluo (小罗山 "pequeña Luo) y Daluo (大罗山 "gran Luo"), recibió su nombre.